# سوزي ما
سوزي ما هي سيدة أعمال صينية، ولدت في 1989 في شانغهاي في الصين.